# 熊本市立隈庄小学校
熊本市立隈庄小学校（くまもとしりつ くまのしょうしょうがっこう）は、熊本県熊本市南区城南町隈庄にある公立小学校。

## 沿革
- 嘉永 - 永雲山塾ができる。
- 安政 - 方来舎塾ならびに温故斉塾がひらく。
- 慶応 - 松本塾、伊津野塾がひらく。
- 1869年（明治2年） - 鳳朔塾が下官地熊仁寺にできる。
- 1874年（明治7年） - 中宮地字祇園寺に公立学校隈庄北校ができる。方来舎その他の塾は、南校、鳳朔校、宮地校、六日校、島田校と呼ぶ小学私塾となる。
- 1878年（明治11年） - 祇園寺に元手永会所の建物を移し改築、北校を隈地学校と改称、南校を支校、宮地校及び鳳朔校を分校となす。六田学校が木原分校の支校、島田学校がその分校となる。
- 1885年（明治18年） - 隈南支校、宮地ならびに隈地本校に結合合併校名を城陽学校となす。木原学校が雁回学校に改称、本校を六日村に移して、木原支校となり島田学校を分校とする。
- 1886年（明治19年） - 城陽学校が尋常城陽小学校となる。
- 1888年（明治21年） - 下益城郡10ケ町村組合立高等下益城小学校発足。
- 1889年（明治22年） - 隈庄町が誕生。尋常城陽小学校に萱木分校ができる。
- 1894年（明治27年） - 隈庄尋常小学校に改称。高等下益城小学校も下益城小学校に改称。
- 1899年（明治32年） - 六田学校(雁回小学校のうち)を隈庄尋常小学校に統合。
- 1902年（明治35年） - 高等科(2年制)併設により、隈庄尋常小学校となる。
- 1908年（明治41年） - 隈庄尋常小学校に改称。
- 1919年（大正8年） - 組合立下益城高等小学校廃校。
- 1926年（大正15年） - 隈庄青年訓練所及び補習学校が校内に併設。
- 1932年（昭和7年） - 町立限庄幼稚園設置。
- 1935年（昭和10年） - 町立青年学校を校内に併設。
- 1941年（昭和16年） - 隈庄国民学校と改称。
- 1947年（昭和22年） - 隈庄町立隈庄小学校と改称。
- 1955年（昭和30年） - 城南町立隈庄小学校と改称。
- 2010年（平成22年） - 熊本市立隈庄小学校と改称。